# Ромаріо Ібарра
Ромаріо Ібарра (ісп. Romario Ibarra, нар. 24 вересня 1994) — еквадорський футболіст, нападник мексиканської «Пачуки» і національної збірної Еквадору.

## Клубна кар'єра
У дорослому футболі дебютував 2011 року виступами за команду «Універсідад Католіка» (Кіто), в якій провів один сезон, взявши участь у 8 матчах чемпіонату, після чого протягом року захищав кольори іншої столичної команди, «ЛДУ Кіто».
2014 року повернувся до «Універсідад Католіка», де вже став основним гравцем і провів наступні чотири сезони своєї ігрової кар'єри.
Протягом 2018—2019 років захищав кольори американського «Міннесота Юнайтед», після чого перебрався до Мексики, ставши гравцем «Пачуки».

## Виступи за збірну
2017 року дебютував в офіційних матчах у складі національної збірної Еквадору.
У складі збірної був учасником розіграшу Кубка Америки 2019 року в Бразилії, 2022 року був включений до її заявки на тогорічний чемпіонат світу в Катарі.